# Viola Vareyne
Viola Vareyne (état-civil inconnu), est une chanteuse, danseuse et actrice française des années 1930.

## Biographie
En dehors des rôles qu'elle a interprété au théâtre et au cinéma entre 1932 et 1940, on ne sait rien de Viola Vareyne, connue également sous le nom de Viola Varenne, sinon que son pseudonyme aurait dissimulé la véritable identité d'une femme du monde. Si elle paraît n'être montée sur scène qu'assez tardivement en 1932, c'est semble-t-il à la suite d'une déjà longue carrière en amateur dans des cercles privés
On perd définitivement sa trace après la sortie de son dernier film, Le Collier de chanvre, en novembre 1940.

## Théâtre
- 1932 : La Leçon d'amour dans un parc, pièce en 4 actes d'André Birabeau et Pierre de La Batut d'après le roman de René Boylesve, mise en scène de Paul Castan,  au théâtre des Arts (27 septembre) : Mme de la Vallée-Chourie[7]
- 1933 : Clémentine, pièce en 1 acte de Camille Dubois, au Studio des Champs-Élysées (19 Mai)
- 1933 : Les Amantes, pièce en 1 acte de Camille Dubois, au théâtre Michel (7 juin)
- 1933 : La Main, mimodrame en 1 acte, livret et musique d'Henri Bérény, au Studio des Champs-Élysées (juillet)
- 1933 : L'Heure, pièce en 1 acte de Claude Orly, au Moulin de la Chanson (octobre)
- 1934 : Nous n'irons plus au bois, comédie en 1 acte de Serge Patrice, mise en scène de Claude Gesvres, au Moulin de la Chanson (janvier)
- 1934 : Le Petit fauché, pièce en 1 acte de Victor Ansard, au théâtre du Vieux-Colombier (janvier)
- 1934 : L'Ami Pierrot, pièce en 5 tableaux de Robert Kraft, mise en scène de Jean Hort, au théâtre des Arts (7 février) : Mme Sanard
- 1934 : La Mort du rêve, pièce en 1 acte de Pol d'Estoc et Charles Hellem, au théâtre des Mathurins (14 avril) : la clocharde
- 1935 : Le Chemin de la gloire, pièce en 1 acte de Léon Guillot de Saix, au théâtre des Deux-Masques (4 mai) : Virginie Déjazet
- 1936 : Les Plaideurs, comédie en 3 actes et en vers de Jean Racine, au théâtre Michel (2 janvier) : la comtesse de Pimbesche[8]
- 1936 : Les Pantins cassés, drame social en 4 actes et 5 tableaux de Georges Wagner, mise en scène d'Henri Vérité, au théâtre de la Gaîté-Montparnasse (25 juin) : Mme Panneloup
- 1936 : Le Voyage à Marrakech, pièce en 3 actes de Benno Vigny d'après Pierre Louys, au théâtre des Célestins de Lyon (27 octobre)[9],[10]
- 1936 : Cette garce de nature, pièce en 1 acte de Maurice Sergine, au théâtre de la Michodière (28 novembre)
- 1937 : La Femme que je dois tuer, pièce en 3 actes de Géo Fauré, au théâtre de la Gaîté-Montparnasse (21 mai)[11]
- 1938 : Blanche-Neige, féérie en 3 actes de Léon Guillot de Saix, d'après le conte éponyme des frères Grimm, musique de Norbert Gingold, au théâtre du Petit-Monde (17 novembre) puis en tournée à partir de février 1939 : la Reine Rose[12]

## Filmographie
- 1933 : Miquette et sa mère d'Henri Diamant-Berger
- 1935 : Le Chant de l'amour de Gaston Roudès
- 1935 : La Mariée du régiment de Maurice Cammage
- 1935 : Amants et Voleurs de Raymond Bernard[13]
- 1936 : La Belle Équipe de Julien Duvivier
- 1936 : Le Coupable de Raymond Bernard
- 1937 : Femmes de Bernard Roland
- 1937 : Ces dames aux chapeaux verts de Maurice Cloche : Noémie[14]
- 1938 : Le Petit Chose de Maurice Cloche : la fée aux lunettes
- 1939 : Cas de conscience de Walter Kapps[15]
- 1940 : Le Collier de chanvre de Léon Mathot